# Ondřej Ungnad ze Suneku
Ondřej Ungnad ze Suneku a na Hluboké též Andreas Ungnad von Sonnegg (10. února 1499, Sonnegg (dnes součást Sittersdorfu) – 21. března 1557 tamtéž) byl šlechtic korutanského původu z rodu Ungnadů a jihočeský velmož.
Byl třikrát ženat. Díky druhému sňatku s Bohunkou z Pernštejna (1517–1550), dcerou Vojtěcha z Pernštejna, získal panství Hluboká nad Vltavou. Panství sice zvelebil, ale i zadlužil.
Jeho syn David Ungnad von Sonnegg (1535–1600) byl císařským vyslancem na otomanském dvoře.
Z popudu Ondřeje Ungnada byla do češtiny přeložena celá řada reformačních spisů.[zdroj?]